# Ellen Robbins
Ellen Robbins (Watertown, 1828-Boston, 1905) fue una acuarelista e ilustradora botánica estadounidense del siglo XIX, conocida por sus pinturas de flores silvestres y hojas de otoño.

## Trayectoria

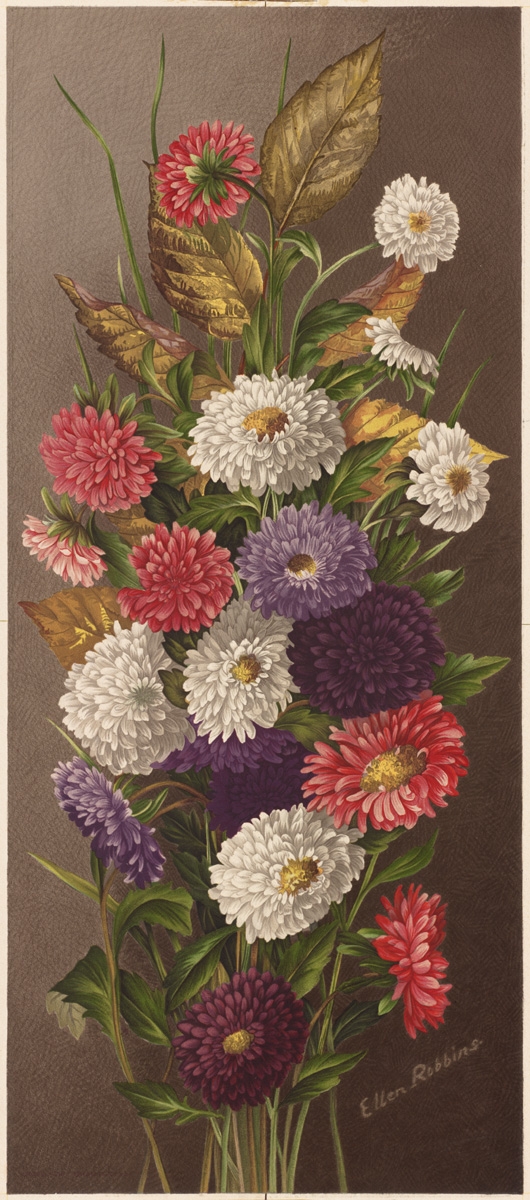
Pintura Asters (1878)

Robbins era la hija menor de Sarah y James Robbins, el dueño de una fábrica de jabón que murió cuando tenía dos años. Al tiempo, el negocio de la familia se quemó y la combinación de ambos eventos dejó a la familia en circunstancias económicas difíciles. Robbins comenzó a ayudar con las finanzas de la familia consiguiendo un trabajo a muy temprana edad. Después de probar con la costura, recurrió a la pintura con acuarela. Aunque recibió clases en la escuela de diseño del artista, Stephen Salisbury Tuckerman, Robbins fue en gran medida autodidacta.
A los veinte años, Robbins comenzó a producir libros con 20 ilustraciones de flores y a venderlos por la suma de 25 dólares cada uno. El éxito la llevó a ampliar el catálogo de sus libros, incluyendo pinturas de hojas de otoño. Fue conocida por el realismo de su trabajo, sus pinturas de hojas se confunden ocasionalmente con hojas reales. El historiador de arte, Samuel Benjamin, la consideró como: "una de las mejores pintoras de bodegones de Estados Unidos". Sin embargo, otro historiador de arte, comparó los "bordes ásperos y el color directo" de las pinturas de flores de Robbins desfavorablemente, respecto del trabajo de Childe Hassam, pero estas son precisamente las cualidades que admiran los seguidores de Robbins. 
Además de publicar libros, en la década de 1840, comenzó a crear diseños para textiles y para azulejos, y trabajó para Merrimac Printworks y Manchester Printworks. En 1849, Robbins expuso por primera vez sus obras en el Studio Building de Boston, donde comenzó a vender su trabajo. También vendió sus pinturas a través de la galería Doll & Richards. Su trabajo se puso de moda, tanto en Estados Unidos como en Inglaterra y comenzó a pintar diseños botánicos en porcelana y en muebles para sus clientes. Robbins también se dedicó a la enseñanza de la pintura con acuarela.
A fines de la década de 1860, después de la aparición de la cromolitografía, el litógrafo Louis Prang, contrató a Robbins para crear una serie de flores y hojas de otoño, específicamente para venderlas cómo impresiones. El contacto con uno de sus mejores clientes, Henry Ward Beecher, llevó a Robbins a crear un friso en la sala Browning del Wellesley College, ubicado a las afueras de Boston, actualmente esta obra no existe porque fue destruida por un incendio en 1914.
Con un éxito creciente, Robbins pudo viajar al extranjero y tomarse descansos en verano, a menudo pasaba tiempo en Maine, con la escritora Celia Thaxter. Se convirtió en una de las primeras, de una serie de artistas prominentes, que se quedaron en el hotel Thadore de Appledore House, donde pintó las flores de su famoso jardín.  
Una inscripción en una de sus pinturas de la colección de la Lenhardt Library, sugiere que se casó en 1858, pero el nombre de su esposo no está registrado. Robbins fue una de las colaboradoras de la primera exposición anual de la American Watercolor Society celebrada en 1867 - 1868.  
En 1896, publicó una serie de artículos en la revista New England en los que reflexionaban sobre su vida, titulados: Reminiscences of a Flower Painter.
Murió en Boston a los 74 años y está enterrada junto con sus padres y hermanas, en el cementerio de Common Street de su ciudad natal, Watertown.

## Publicaciones
- Autumnal Leaves (1868, 18 acuarelas)

## Galería

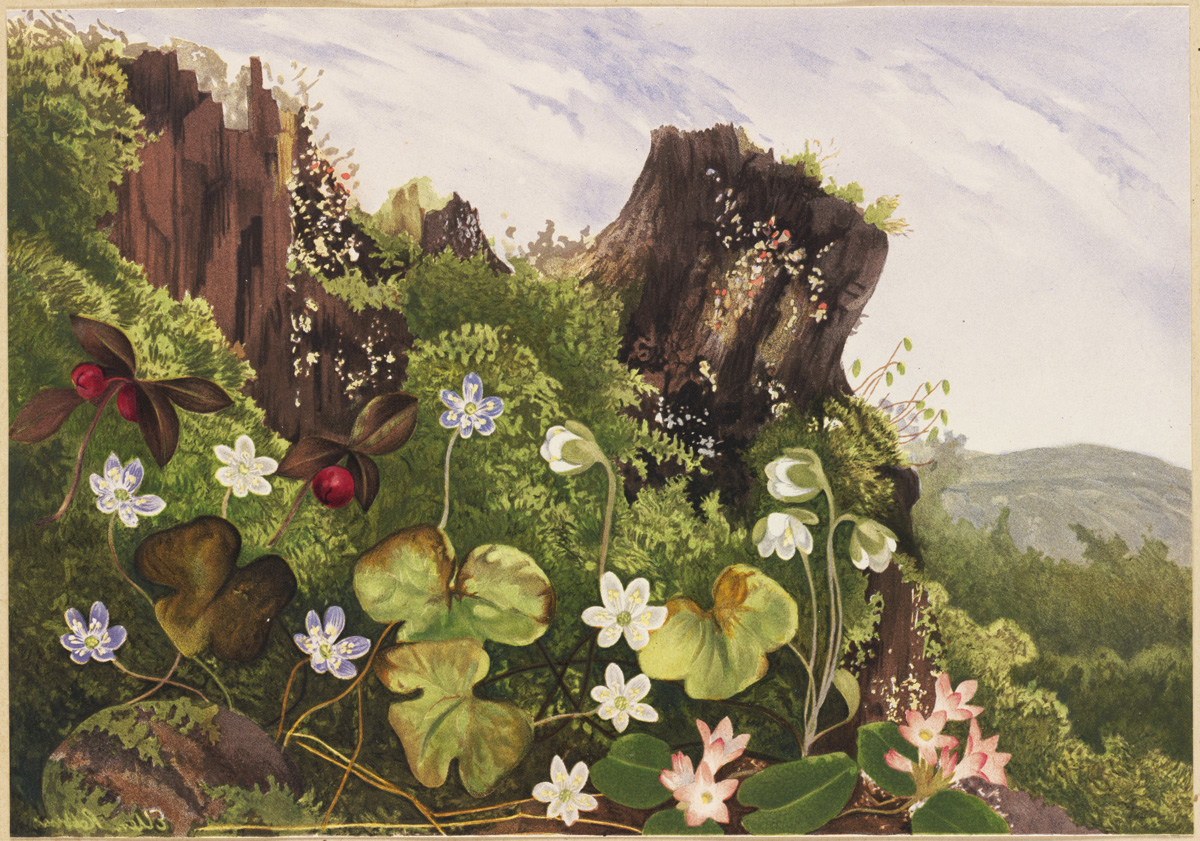
Wild Flowers No. 2, cromolitografía (Biblioteca Pública de Boston)
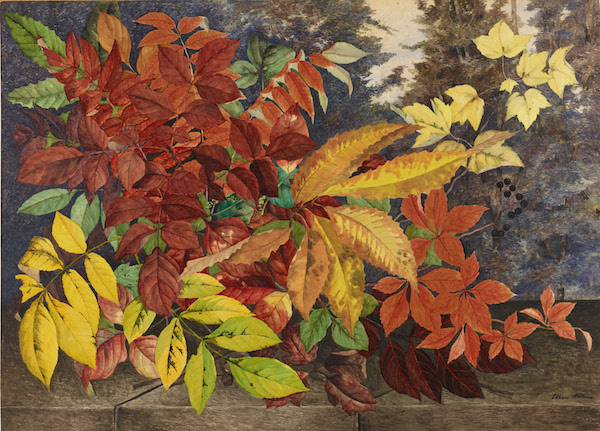
Autumn Leaves (1870)
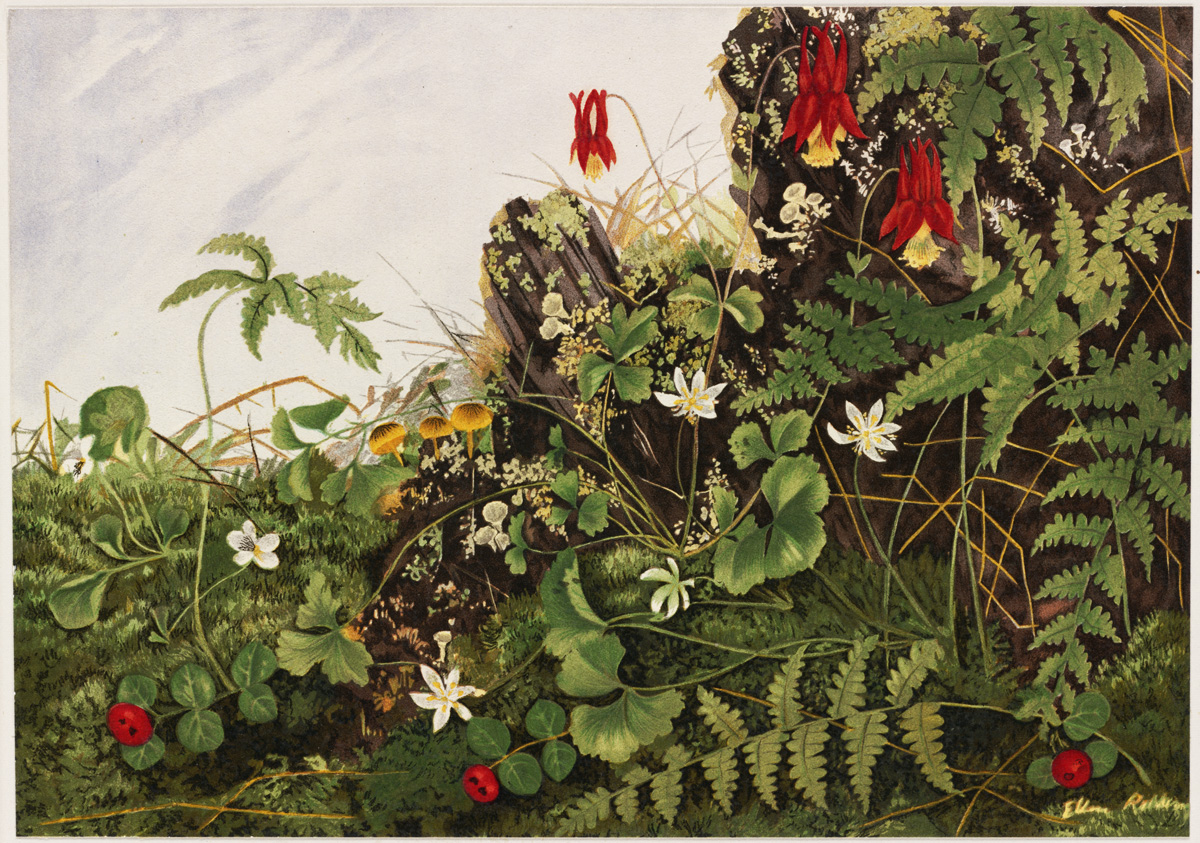
Wild Flowers No. 1
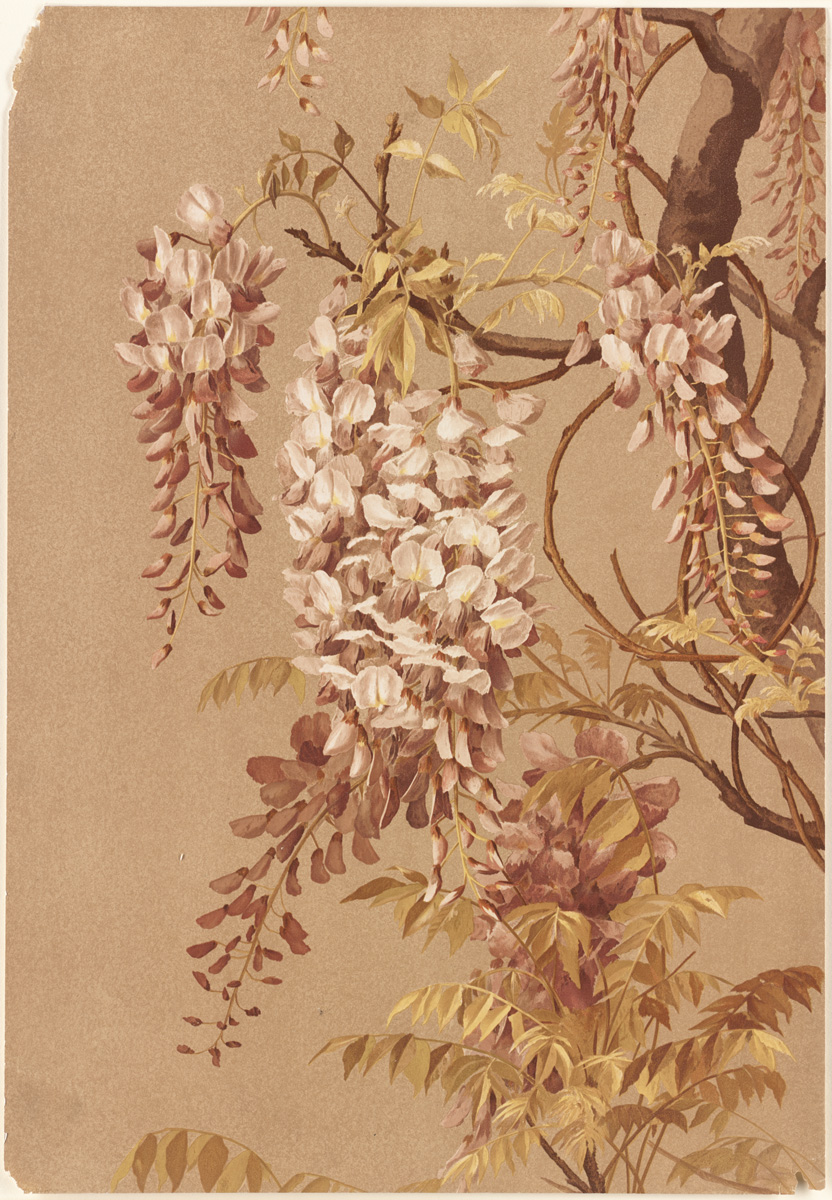
Purple Wisteria
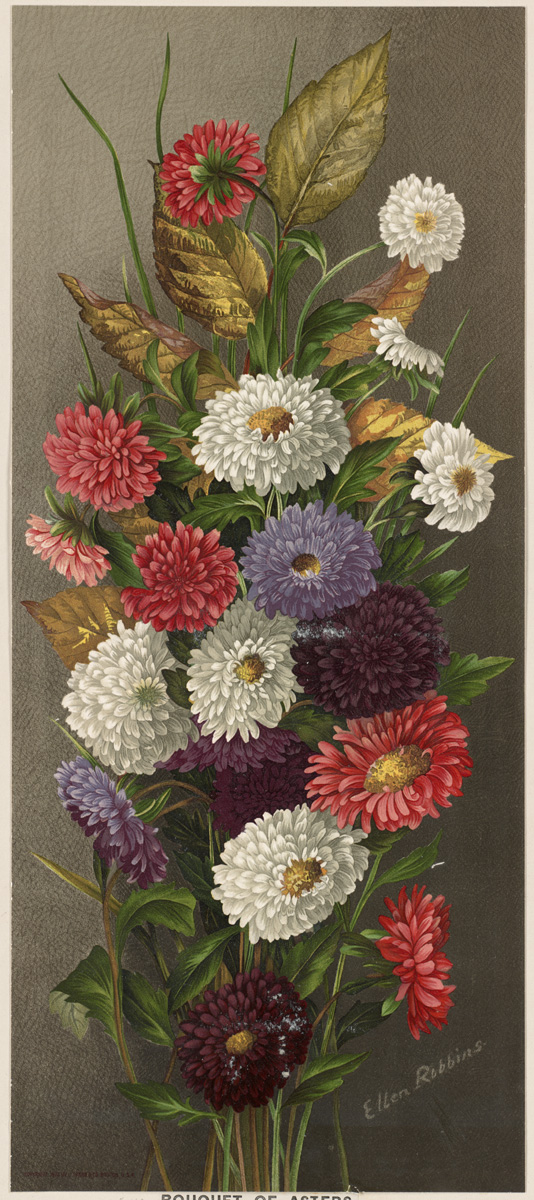
Bouquet of Asters (1878)
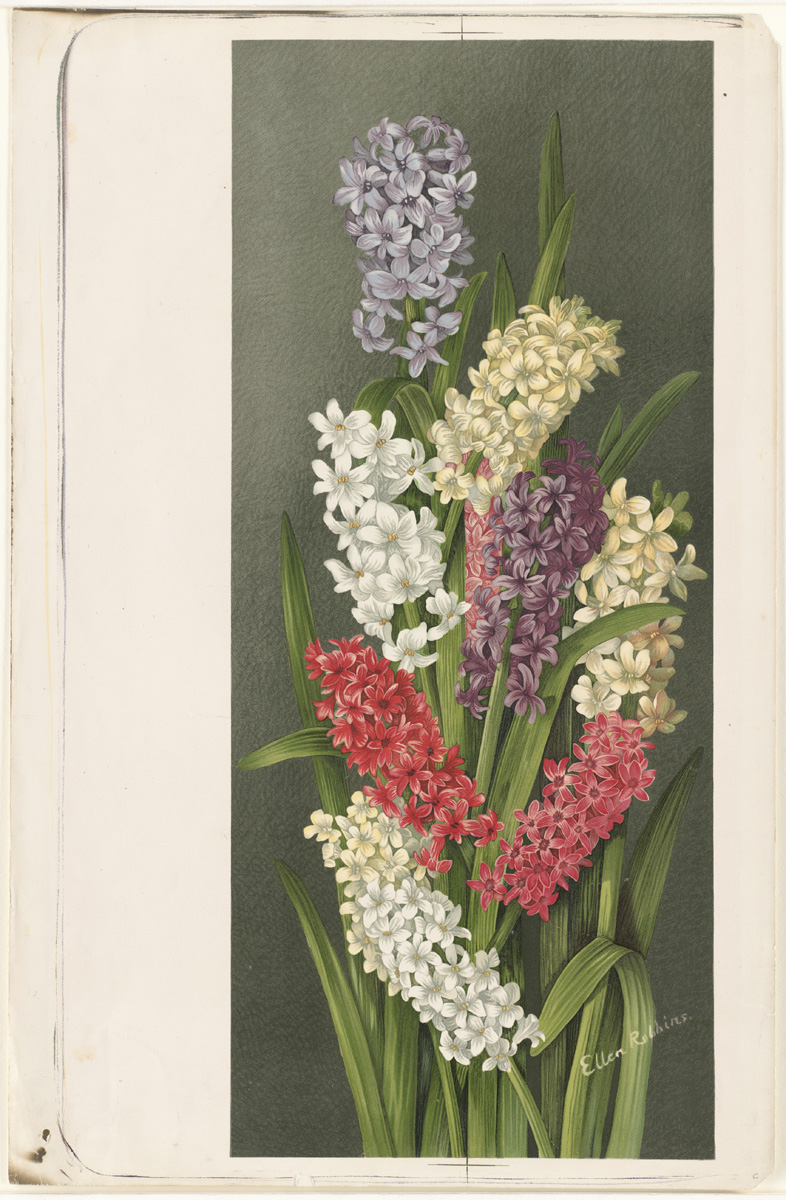
Hyacinths
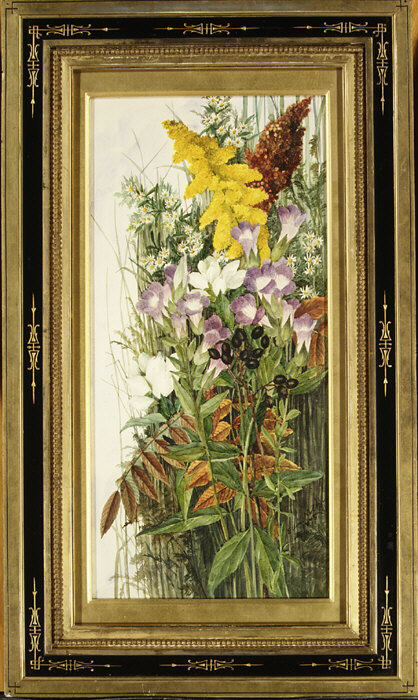
Wildflowers (1875)